# Den helige store martyren Demetrius kyrka, Leskovac
Den helige store martyren Demetrius kyrka är en serbisk-ortodox kyrkobyggnad, belägen i orten Leskovac i kommunen Lazarevac i Serbiens huvudstad, Belgrad.
Kyrkan är helgad åt den kristna martyren Sankt Demetrius av Thessaloniki och tillhör Belgrads och Karlovcis ärkebiskopsdöme.

## Historik
Den helige store martyren Demetrius kyrka i Leskovac byggdes år 1892, då den ersatte en äldre timmerkyrka från 1600-talet.
Kyrkan är också klassad som ett kulturminnesmärke.

## Kyrkan
- Kyrkan är byggd i serbisk-bysantinsk stil.[1]
- Ikonostasen är gjord i klassicistisk stil, vars ikoner gjordes av målaren Živko Jugović.[1]
- Vid ingången finns ett benhus för serbiska soldater från mellan 1914 och 1918.[1]

## Bilder

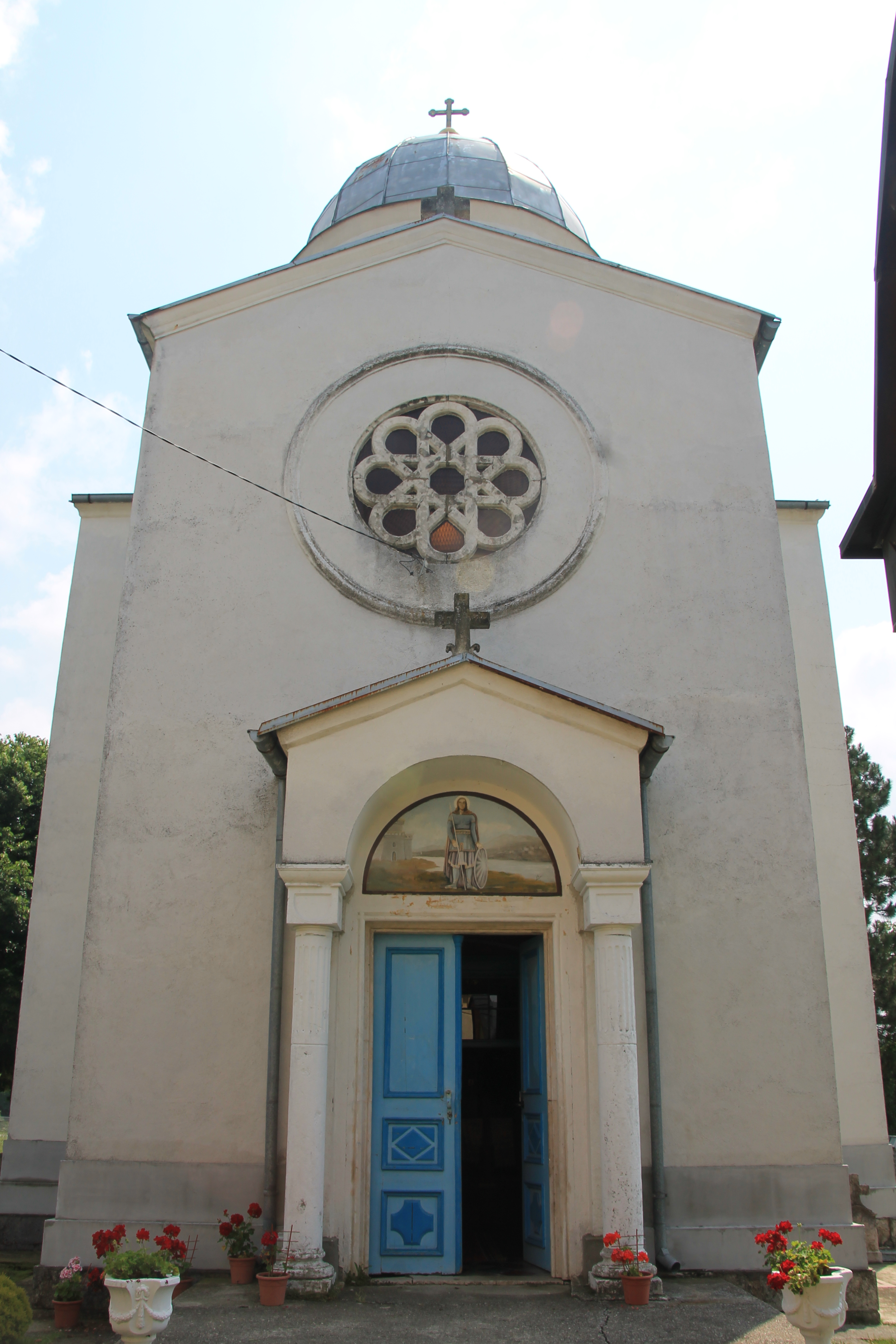
Kyrkans ingång.
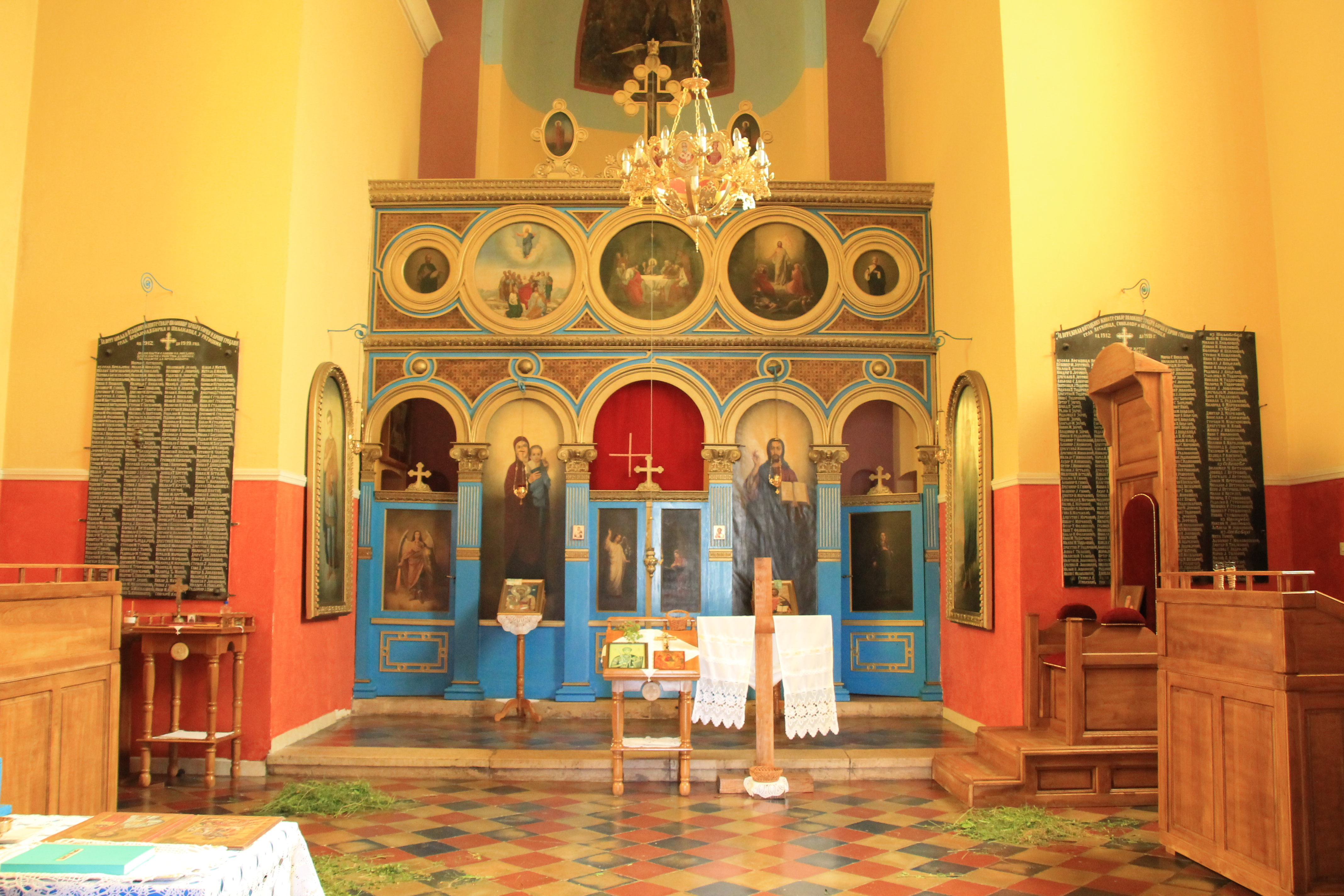
Kyrkans interiör mot ikonostasen.
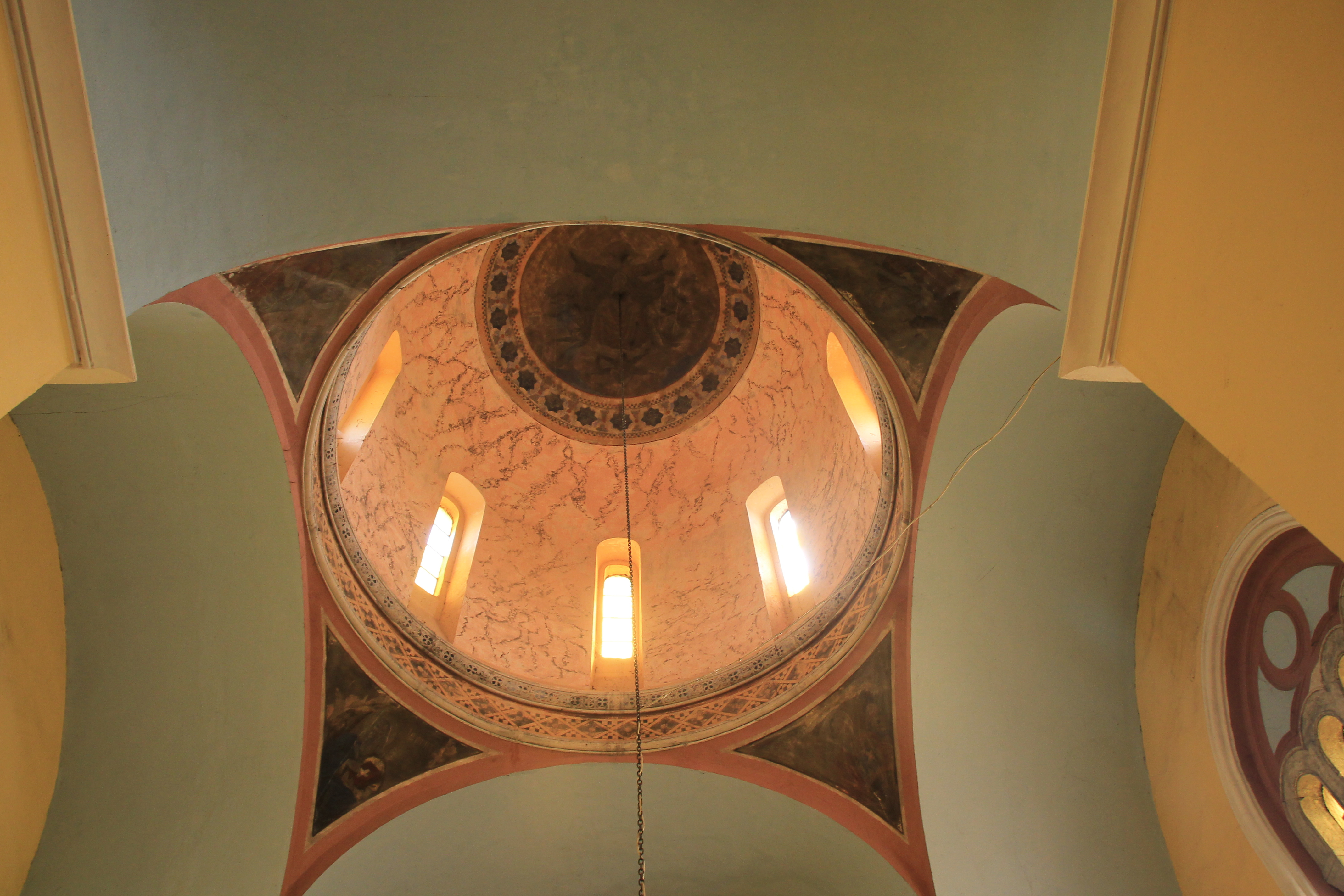
Kupolen inifrån.